# Aricia pallidecramera
Aricia pallidecramera är en fjärilsart som beskrevs av Ruggero Verity 1928. Aricia pallidecramera ingår i släktet Aricia och familjen juvelvingar. Inga underarter finns listade i Catalogue of Life.